# Краснодонський російський національний район
Краснодонський російський національний район (до 1936 — Сорокинський). Статус національного, райвиконком якого працює рос. мовою, отримав відповідно до ухвали Президії ВУЦВК від 12 серпня 1927. На той час у ньому було 10 сільрад із переважно рос. населенням заг. чисельністю 13 216 осіб, що становило 80,5 % його людності.
Найсхідніший із національних районів УСРР, межував із РСФРР. До складу р-ну входили 3 з 9-ти рос. селищних рад УСРР: Сорокинська (1931 населення становило 9660 осіб; сучасне м. Краснодон), Ізваринська (2300), Краснодонська (11 000 осіб; сучасне смт Краснодон).
Адм. підпорядкування: 1923–1924 — Шахтинська округа, до 1930 — у складі Луганської округи, з вересня 1930 по 1932 підпорядкований безпосередньо центру, з 1932 — у складі Донецької області, з червня 1938 — Ворошиловградської обл.
На момент реорганізації округ щільність населення в р-ні становила 52,9 особи/км². Р-н був одним із найбільш промислово розвинених і урбанізованих серед національних, міські мешканці складали 46,1 % його людності. Під засівами перебувало 76,5 % землі, із них 87,3 % становили зернові, 6,1 % — тех. к-ри (переважно соняшник). У складі колективних госп-в було 48,4 % господарів р-ну, 33,1 % складали пром. робітники. На 100 осіб дорослого населення припадало 74,1 учнів.
Площа р-ну дорівнювала 720 км². До його складу входили 3 селищні та 10 сільс. рад, загалом — 56 поселень. На 1 січня 1930 в р-ні мешкало 14 458 міських мешканців, 18 116 селян, з них — 33,1 % пром. робітників, 52,7 % селян. Письменними були 75,2 % чоловіків, 51,5 % жінок. Росіяни становили 65,3 % міської та 77,6 % сільс. людності р-ну. У районному центрі — с. Краснодон (Сорокине) — діяли семирічна школа, 6 радіоустановок, гірниче уч-ще, курси підготовки до вузів. Загалом у р-ні діяли 27 початкових шкіл, 5 семирічок, 3 заклади профосвіти (227 учнів), 13 б-к, 5 сел. будинків, 12 хат-читалень, кіноустановка, 3 лікарні на 115 місць, 2 дитячих ясел на 60 осіб. З 1932 в районному центрі видавалася газ. «Ударник», з 1939 — «Социалистическая Родина».
Станом на 15 грудня 1935 площа р-ну складала 779,8 км², у 3-х селищних та 10-ти сільс. радах р-ну мешкали 51 770 осіб (відомості на 1 січня 1933).
В установленому законодавством порядку не ліквідовувався. Наприкінці 1930-х рр. перетворився на осередок гірничо-добувної промисловості, населення р-ну швидко зростало за рахунок трудової міграції та вербування на шахти. Наприкінці 1930-х рр. Краснодон отримав статус міста. Станом на 1 травня 1940 площа р-ну дорівнювала 0,8 тис. км². У ньому налічувалося 7 сільрад, 1 місто, 10 с-щ міськ. типу.
У майбутньому — центр молодіжного підпільного руху, відомого під назвою «Молода гвардія».